# Nova Odesa
Nova Odesa (ukrajinsky Нова Одеса; rusky Новая Одесса – Novaja Oděssa) je město v Mykolajivské oblasti na Ukrajině. Leží na levém břehu Jižního Bugu ve vzdálenosti 40 kilometrů na severozápad od Mykolajivu, správního střediska celé oblasti.

## Dějiny
Město se vyvinulo z kozácké vsi, která se do roku 1739 jmenovala Oleksijivske (Олексіївське) a pak v letech 1739–1832 Fedorivka (Федорівка).
Městem je Nova Odesa od roku 1976.